# Digesta artis mulomedicinæ

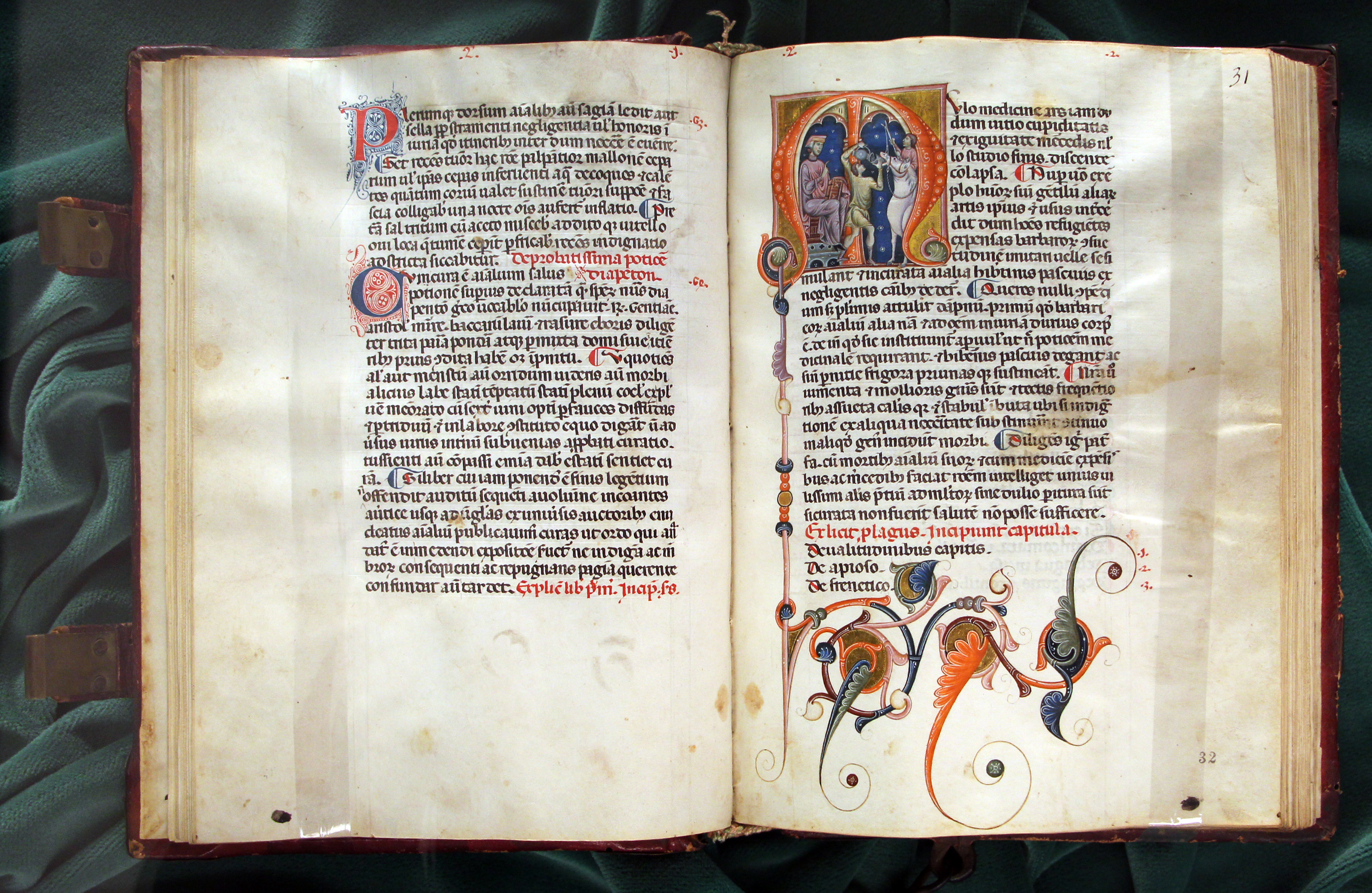
Mulomedicina (1250-1375 ca., Biblioteca Medicea Laurenziana, pluteo 45.19)

Les Digesta artis mulomedicinae (en abrégé Mulomedicina) sont un manuel pratique en quatre livres de Végèce, auteur romain de la fin du IVe et du début du Ve siècle exposant les soins à donner aux bêtes de somme, chevaux et bœufs.

## Description
Ce recueil figure dans toutes les bonnes bibliothèques du Moyen Âge (on le signale, dès le VIe siècle, à l'abbaye de Saint-Gall).
Dans son introduction, Végèce déplore que la médecine vétérinaire soit peu prisée en regard de la médecine humaine, ce qui fait que la plupart des ouvrages qui en traitent sont mal écrits. Par ailleurs, les remèdes atteignent trop souvent des prix presque équivalents à celui de l'animal à traiter. Il s'engage donc à rédiger, d'après des sources antérieures, un ouvrage dont le style ne dégoûtera point les lettrés, tout en restant à portée de ceux qui ont la responsabilité des écuries et des étables, ce qui leur permettra de confectionner eux-mêmes et à moindre coût les potions nécessaires.
On y trouve une symptomatologie des différentes maladies du temps - et particulièrement la morve -, assortie des pharmacopées qui s'y rapportent. Végèce développe aussi des actions préventives comme l'éloignement des bêtes contagieuses, le confort des animaux, l'hygiène des abris, la nécessité de varier leur alimentation, leurs soins quotidiens et même l'affection dont on doit les entourer : « La première chose qui leur soit profitable, c'est l'attachement (...) de leur maître ».
Les Digesta artis mulomedicae seront constamment copiés, puis publiés et partout utilisés jusqu'au milieu du XVIIIe siècle.